# Ch-28

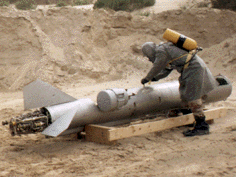
Pyrotechnik amerického letectva při zajišťování střely roku 1991 v Iráku

Ch-28 (rusky Х-28; Nisan-28; kód NATO: AS-9 Kyle) byla první sovětská protiradiolokační střela určená pro taktická letadla. Do výroby vstoupila v roce 1973 a stále je ve službě na některých letounech Suchoj Su-22 v rozvojových zemích, ale u ruských sil byla vyřazena. Použití Ch-28 bylo omezeno její hmotností, omezeným naváděním, objemem a požadavky na palivo, takže byla od počátku 80. let nahrazována menší Ch-58 (AS-11 'Kilter') na tuhé palivo.

## Služba
Ch-28 vstoupila u sovětského letectva do služby v roce 1973 a byla široce vyvážena. Mohly jí nést letouny Su-17M/Su-20/Su-22M, Su-24M, Tupolev Tu-16, MiG-25BM, MiG-27 a Tupolev Tu-22M. Byla také testována na variantě  transportního letounu Antonov An-12BL pro elektronický boj, který pojal čtyři rakety. Střela, o které se předpokládá, že jde o Ch-28, byla zajata v Iráku během první války v Zálivu v dubnu 1991; popálila jednoho z vojáků RFNA z nádrže s oxidantem, když ji zajišťoval.

## Varianty
- Ch-28: Standardní verze, představená v roce 1973
- Ch-28M: Verze s vylepšeným vyhledacím zařízením PRG-28M, představená v roce 1977
- Ch-28E: Exportní verze